# 宇城市立松合小学校
宇城市立松合小学校（うきしりつ まつあいしょうがっこう）は、熊本県宇城市不知火町松合にあった公立小学校。

## 沿革
- 1873年（明治6年） - 松合小学校、永尾小学校創立
- 1875年（明治8年） - 大見小学校を創立する。
- 1876年（明治9年） - 大歳宮前に移転
- 1887年（明治20年） - 永尾小学校、大見小学校廃止
- 1890年（明治23年） - 永尾小学校、大見小学校は松合尋常小学校の分校となる
- 1892年（明治25年） - 永尾尋常小学校、大見尋常小学校が独立
- 1897年（明治30年） - 永尾尋常小学校、大見尋常小学校が松合尋常小学校に統合
- 1917年（大正6年） - 松合尋常高等小学校と改称
- 1941年（昭和16年） - 松合国民学校と改称。
- 1947年（昭和22年） - 松合町立松合小学校と改称して、松合中学校を設置する。
- 1956年（昭和31年） - 町村合併により不知火町立松合小学校と改称
- 2005年（平成17年） - 町村合併により宇城市立松合小学校と改称。
- 2021年（令和3年） - 宇城市立不知火小学校と統合して閉校。

## 関係機関
- 宇城市立不知火中学校